# Biserica Sfânta Elisabeta din Ițcani

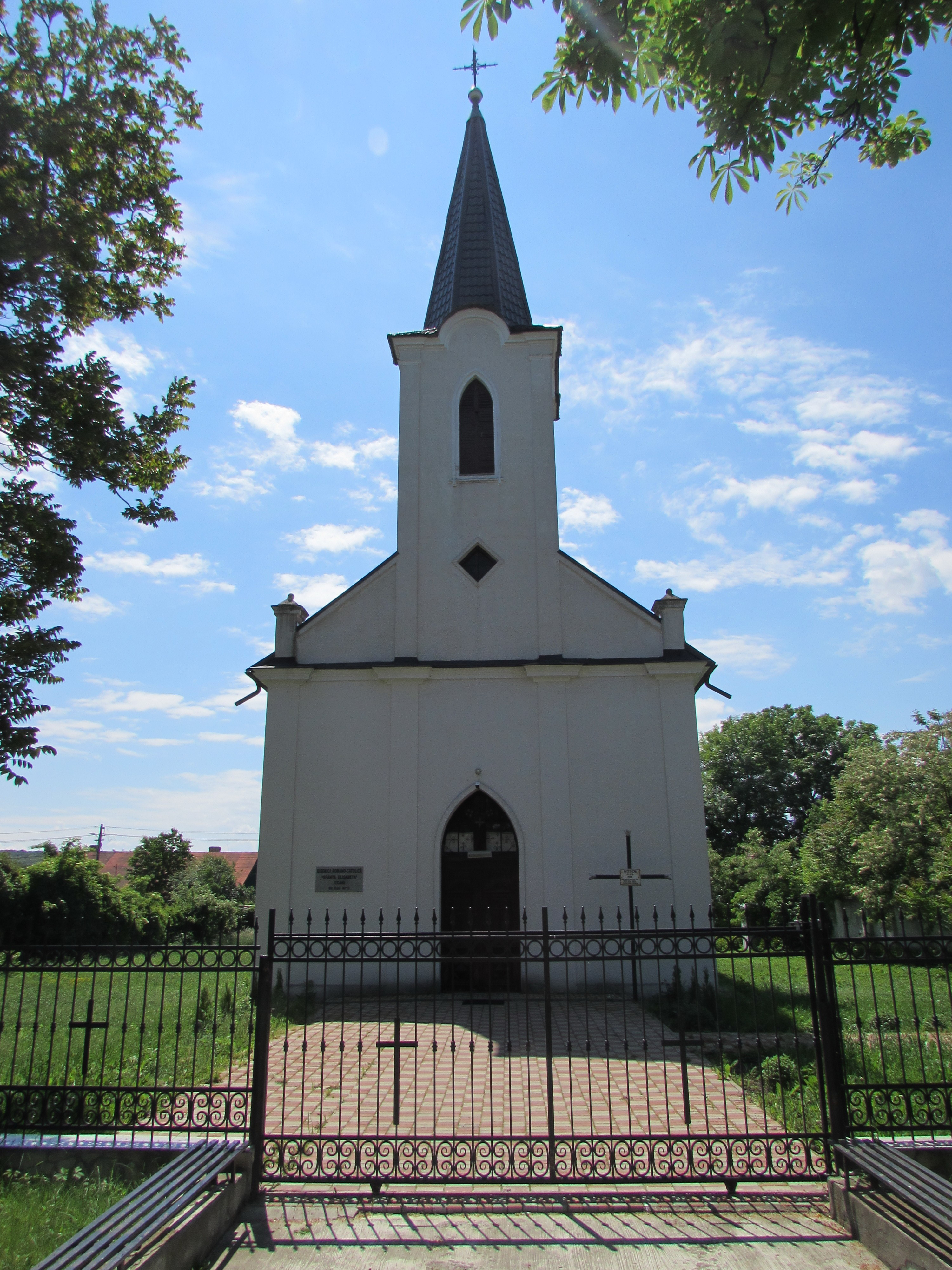
Biserica romano-catolică Sfânta Elisabeta din Ițcani

Biserica „Sfânta Elisabeta” din Ițcani este o biserică romano-catolică din municipiul Suceava, care a fost construită în anul 1902 în satul Ițcani (astăzi cartier al Sucevei). Ea se află situată pe Strada Gării nr. 13, în apropiere de Gara Suceava Nord și de Parcul Gării Ițcani.
Acest lăcaș de cult are hramul Sfânta Elisabeta a Ungariei, sărbătorit la data de 17 noiembrie.

## Comunitatea germană din Ițcani
După anexarea Bucovinei de către Imperiul Habsburgic (1775), autoritățile austriece au adus aici coloniști de origine germană, care proveneau din diverse regiuni ale imperiului și din landurile germane. Austriecii au desființat mănăstirea de maici de la Ițcani, confiscând pământurile mănăstirești în beneficiul Fondului Religionar Greco-Ortodox.
Primii coloniști germani au sosit aici la Ițcanii Noi la 4 iulie 1788. Atunci au venit opt familii, urmate la scurtă vreme de alte zece. Aceste familii proveneau în majoritate din landul Renania-Palatinat și erau de confesiune luterană. În anul 1790, venea să slujească aici pastorul evanghelic Ștefan Daniel Wilhelm Hübel din Frătăuții Vechi. Cu timpul, au început să sosească și familii de etnici germani de religie romano-catolică.
Comunitatea germană a continuat să crească până în 1918. Astfel, dacă în 1788 locuiau 33 de etnici germani în Ițcanii Noi, în 1880 erau 273 de locuitori, în 1890 – 321, în 1900 – 407 și în 1910 – 596. Pe măsura dezvoltării comunității germane, s-a construit în sat o școală germană, care a funcționat ca „Școală Privată Germană Protestantă” până în 1940. În Ițcanii Noi a ființat o filială a Asociației Creștinilor Germani din Bucovina (înființată în 1908), condusă de August Hargersheimer și Johann Mohr, precum și o Casă Germană, în care erau organizate diverse activități culturale. Etnicii germani au construit și biserici: o biserică catolică (1902) și una protestantă (1905-1908).
După Unirea Bucovinei cu România (1918), numărul germanilor din Ițcanii Noi a început să scadă, ca urmare a repatrierii în Germania și Austria sau al emigrării în SUA și Canada. În anul 1930, populația satului Ițcani-Gară era de 1.708 locuitori, dintre care 592 germani (34,66%), 413 evrei (24,18%), 403 români (23,59%), 124 ruteni (7,25%), 102 polonezi (5,97%), 46 ruși (2,69%), 19 cehi și slovaci, 6 unguri, 2 sârbi, croați sau sloveni și 1 armean. După religie, locuitorii satului erau grupați astfel: 534 romano-catolici (31,26%), 414 mozaici (24,23%), 411 ortodocși (24,06%), 180 evanghelici (luterani) (10,53%), 160 greco-catolici (9,36%) și 9 fără religie (liber-cugetători).
De asemenea, populația satului Ițcanii Noi era de 714 locuitori, dintre care 499 germani (69,88%), 116 români (16,24%), 43 ruteni (6,02%), 25 polonezi (3,50%), 23 evrei (3,22%), 6 ruși, 1 ungur și 1 de alt neam.  După religie, locuitorii satului erau grupați astfel: 370 evanghelici (luterani) (51,82%), 154 romano-catolici (21,56%), 123 ortodocși (17,22%), 38 greco-catolici (5,32%), 23 mozaici (3,22%), 4 adventiști și 2 armeni.
Recensământul din 1937 a consemnat doar 443 germani, dintre care 365 protestanți, 70 catolici și 8 atei. În anul 1940, majoritatea germanilor au fost repatriați în Germania. Bunurile lor au fost predate prin proces-verbal statului român, care le-a oferit o despăgubire.
Din comunitatea romano-catolică din Ițcani provin pr. Karl Schüttler (1882-1944), fost paroh la Rădăuți (1931-1940) și pr. Gilbert-Sebastian Iavorschi (1972-2021), paroh la Brezoi-Vâlcea.

## Istoric
Biserica romano-catolică din Ițcani a fost construită în anul 1902, de către comunitatea germanilor de religie catolică din satul Ițcani (în germană Itzkany), aflat pe atunci în Ducatul Bucovinei. La momentul acela, satul Ițcani era localitate de frontieră între Austro-Ungaria și Regatul României, aici locuind mulți etnici germani.
Biserica a fost construită în apropiere de Gara Ițcani (gară de frontieră aflată pe teritoriul Austro-Ungariei). Ea are hramul „Sfânta Elisabeta a Ungariei” (sărbătorit la 17 noiembrie).
După datele Recensământului general al populației României din 29 decembrie 1930, în satul Ițcani-Gară locuiau 534 credincioși romano-catolici (31,26% din populația localității), iar în satul Ițcanii-Noi alți 154 credincioși (21,56%). Marea majoritate a lor era de etnie germană.
În perioada regimului comunist, numărul credincioșilor romano-catolici din Ițcani s-a micșorat în mod continuu, majoritatea lor (fiind de etnie germană sau polonă) emigrând în Germania.
În martie 1969, în timpul păstoririi la Suceava a preotului-paroh Johann Proschinger (1967-1990), a fost amplasată în fața intrării în biserică o cruce de metal având următoarea inscripție: MISSION 22 - 26 III 1969, precum și fraza Mîntuiește sufletul tău, împreună cu traducerile acesteia în limbile germană (Rette deine Seele) și polonă (Ratuj dusze twoja). În pridvorul bisericii sunt scări metalice care duc la balconul interior (unde cântă corul) și mai sus la clopotniță. Interiorul bisericii a fost pictat în frescă.
Ca urmare a scăderii permanente a numărului de credincioși prin emigrări în Germania, mutări în alte localități sau deces, în cartierul Ițcani mai locuiau în anul 2001 numai 56 de familii catolice, aproape 30 fiind formate din câte o singură persoană. Preotul Dumitru Patrașcu, paroh de Suceava și decan de Bucovina, își exprima atunci temerea că la Ițcani nu va mai fi nevoie în viitor de o biserică romano-catolică, iar credincioșii rămași acolo vor fi nevoiți să se deplaseze la Suceava, biserica urmând a fi cedată unui alt cult care să o utilizeze în același scop pentru care a fost construită. "Odată cu selecția naturală firească, se va ajunge ca la Ițcani să nu mai fie nevoie de o biserică. Enoriașii care vor rămâne aici vor fi nevoiți probabil să vină la liturghie în oraș, la cealaltă biserică romano-catolică a Sucevei", a declarat preotul Patrașcu.
La 28 octombrie 2007, aflat într-o vizită pastorală în Parohia Suceava, episcopul Petru Gherghel de Iași a celebrat liturghia în biserica din Ițcani și s-a întâlnit cu credincioșii filialei.
În prezent, Biserica romano-catolică din Ițcani este o filială a Parohiei romano-catolice „Sf. Ioan Nepomuk” din municipiul Suceava. Liturghii mai sunt celebrate astăzi doar în zilele de duminică sau cu ocazia unor evenimente sau sărbători religioase, prin rotație, de către un preot din municipiul Suceava.

## Imagini

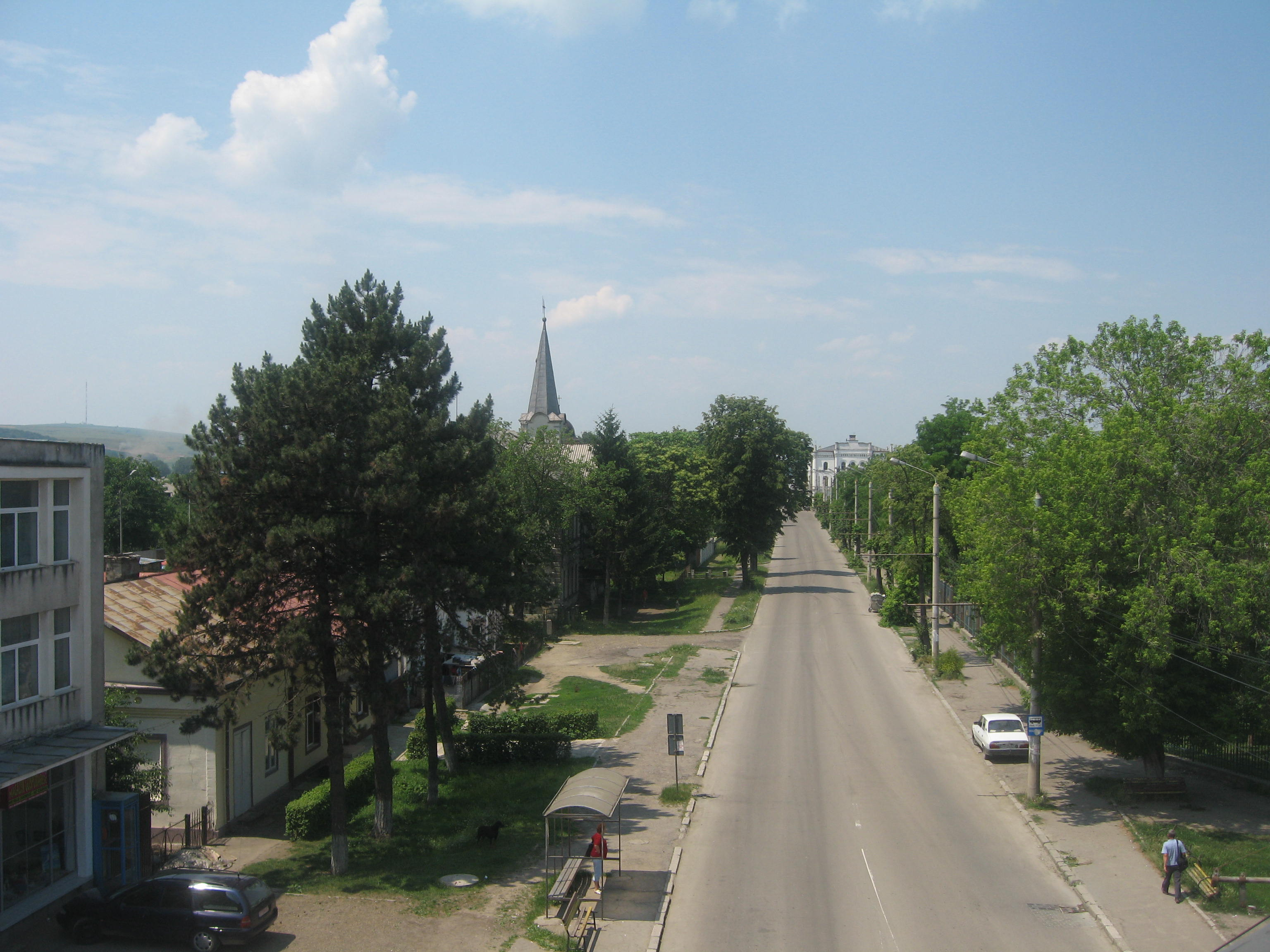
Strada Gării din Ițcani văzută de pe pasajul rutier care duce la Siret și Cernăuți. În stânga imaginii se observă turla bisericii romano-catolice.
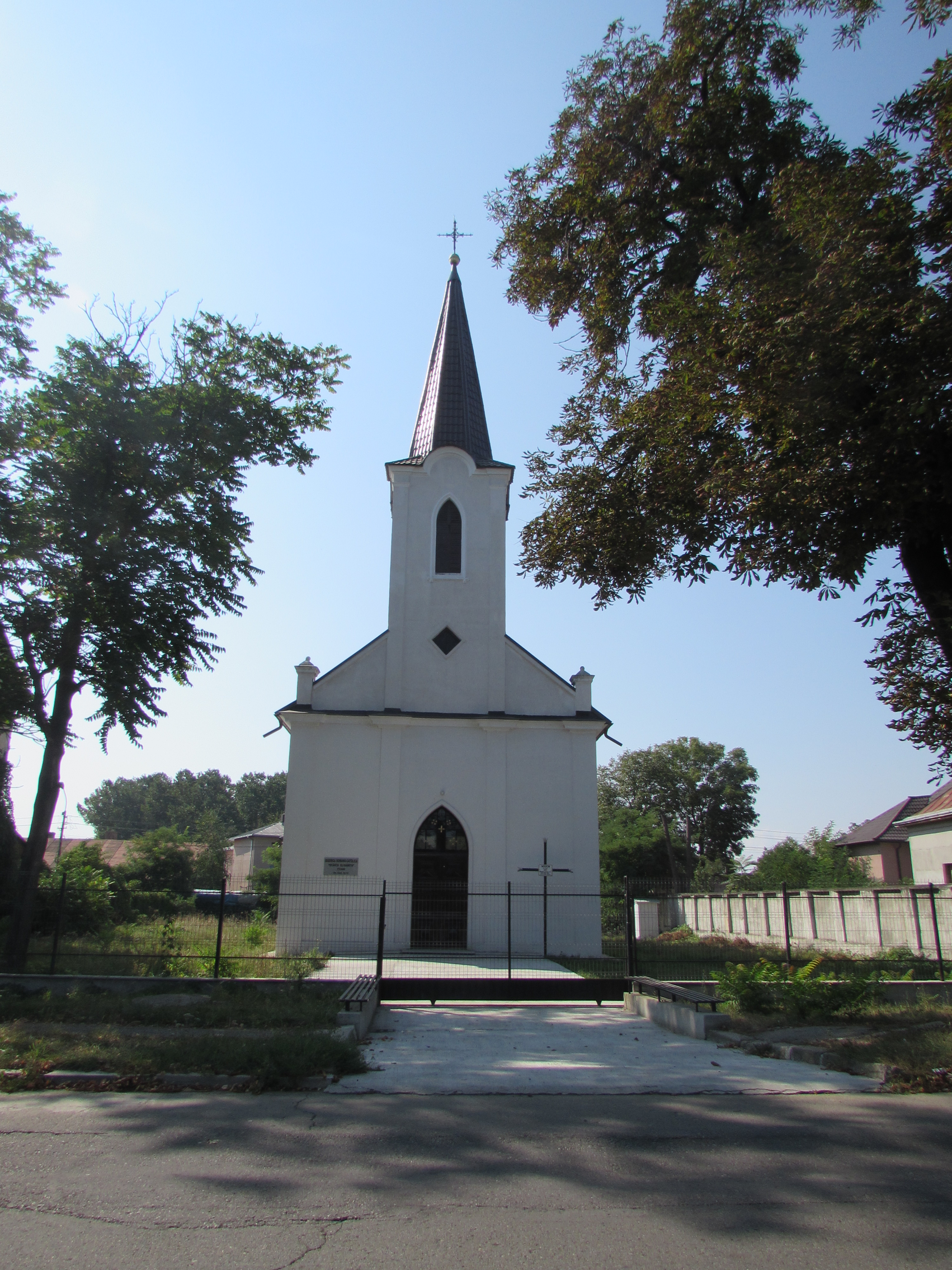
Biserica Sfânta Elisabeta din Ițcani
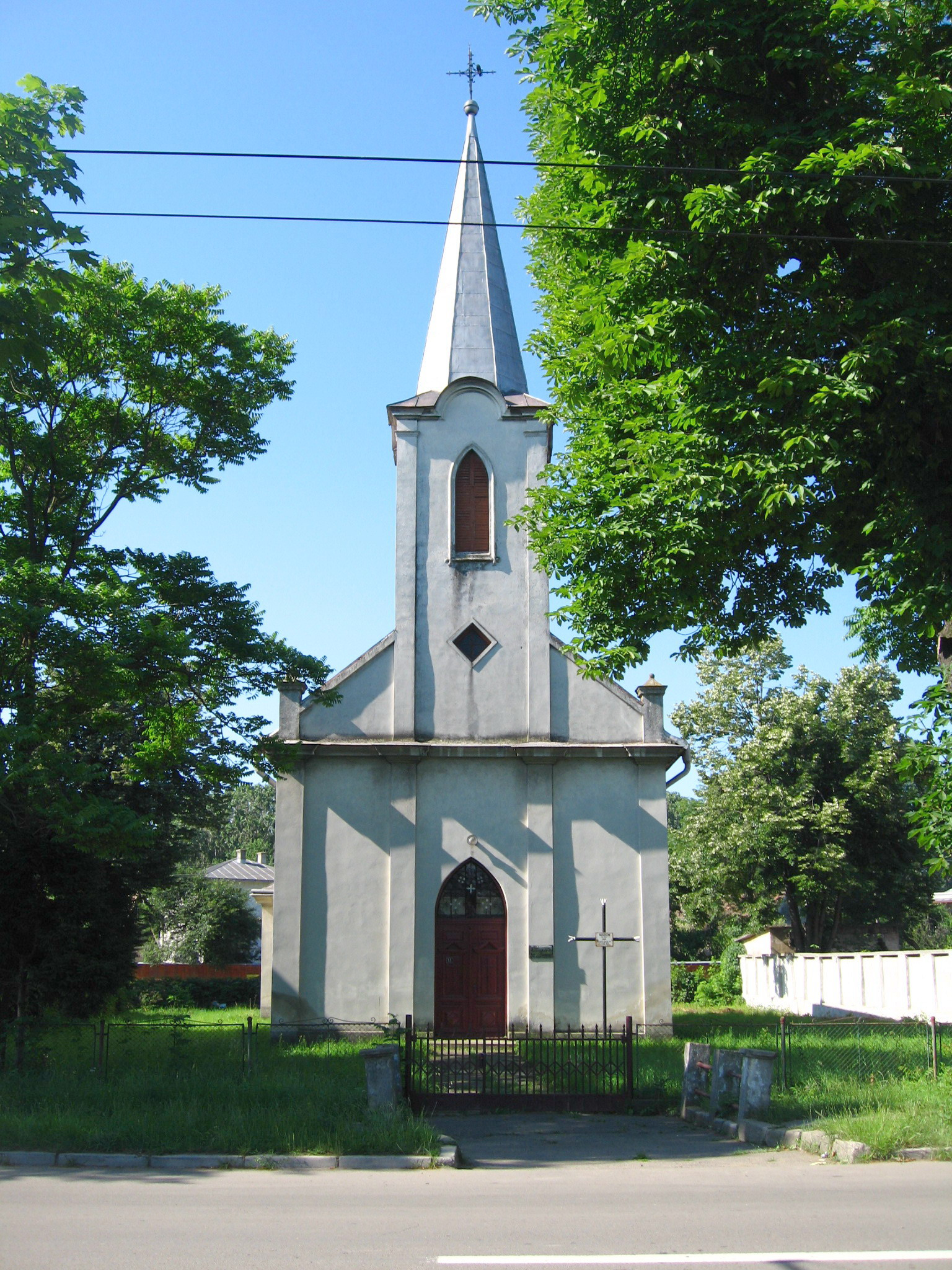
Biserica Sfânta Elisabeta din Ițcani
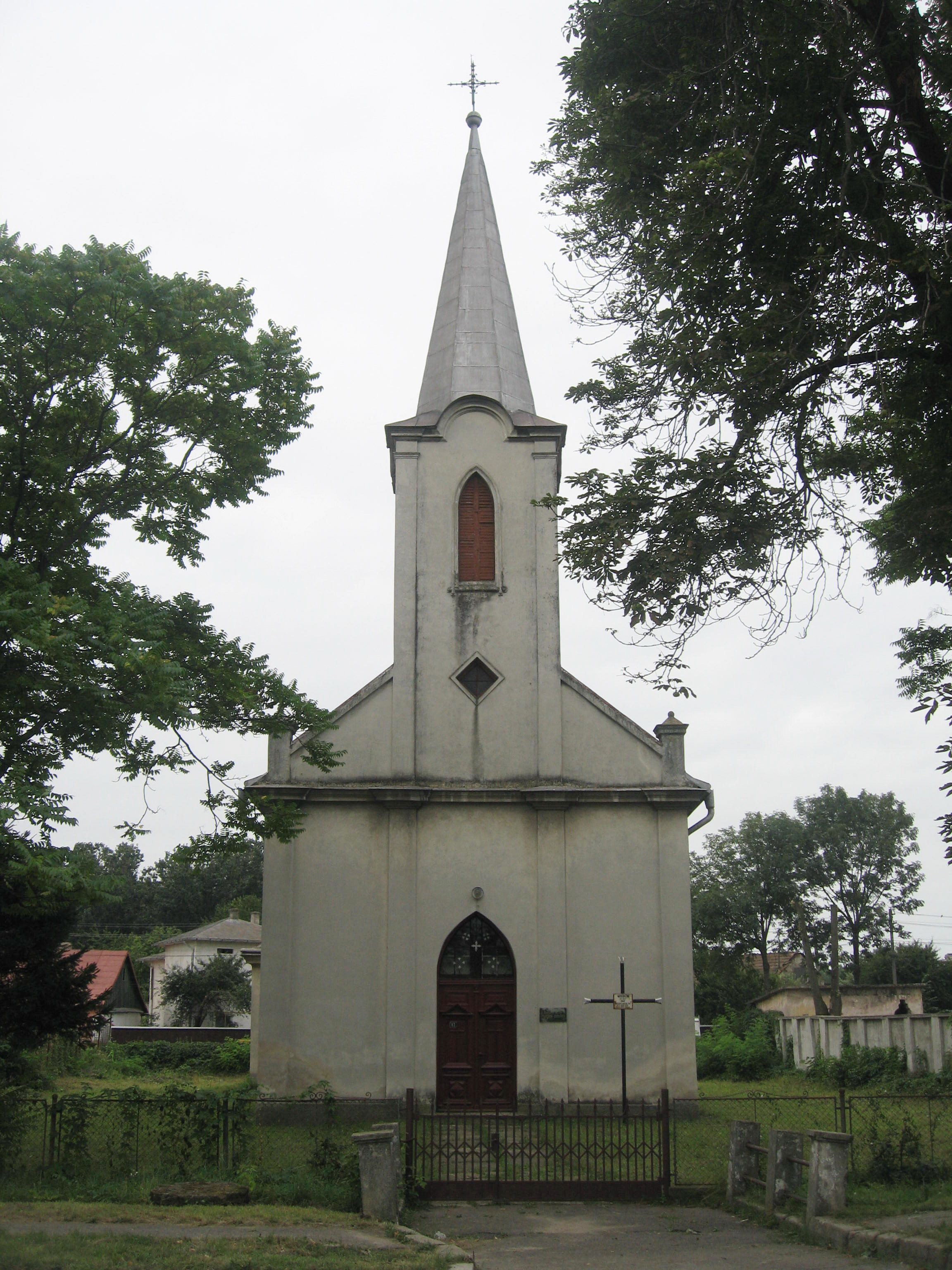
Biserica Sfânta Elisabeta din Ițcani
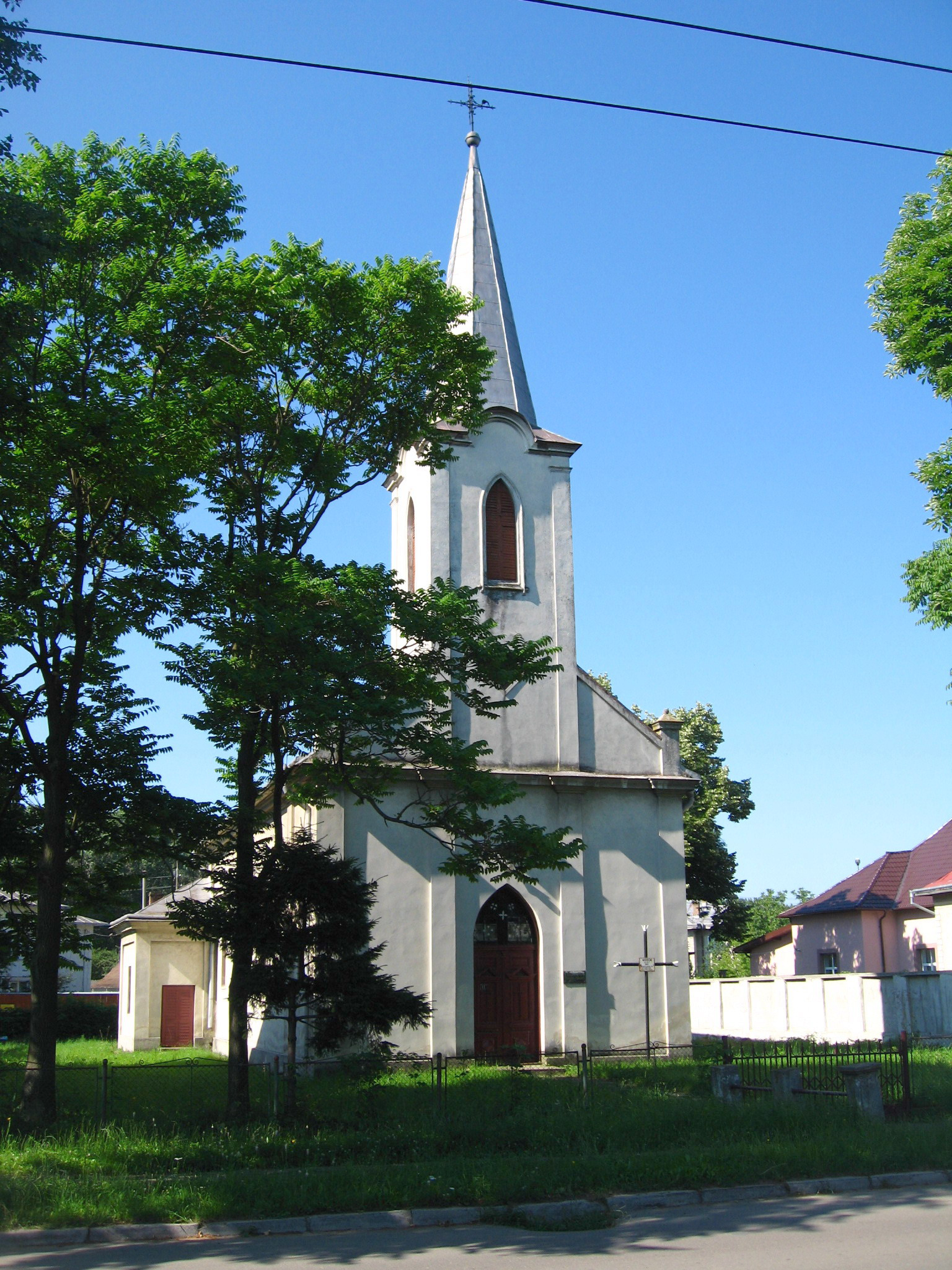
Biserica Sfânta Elisabeta din Ițcani
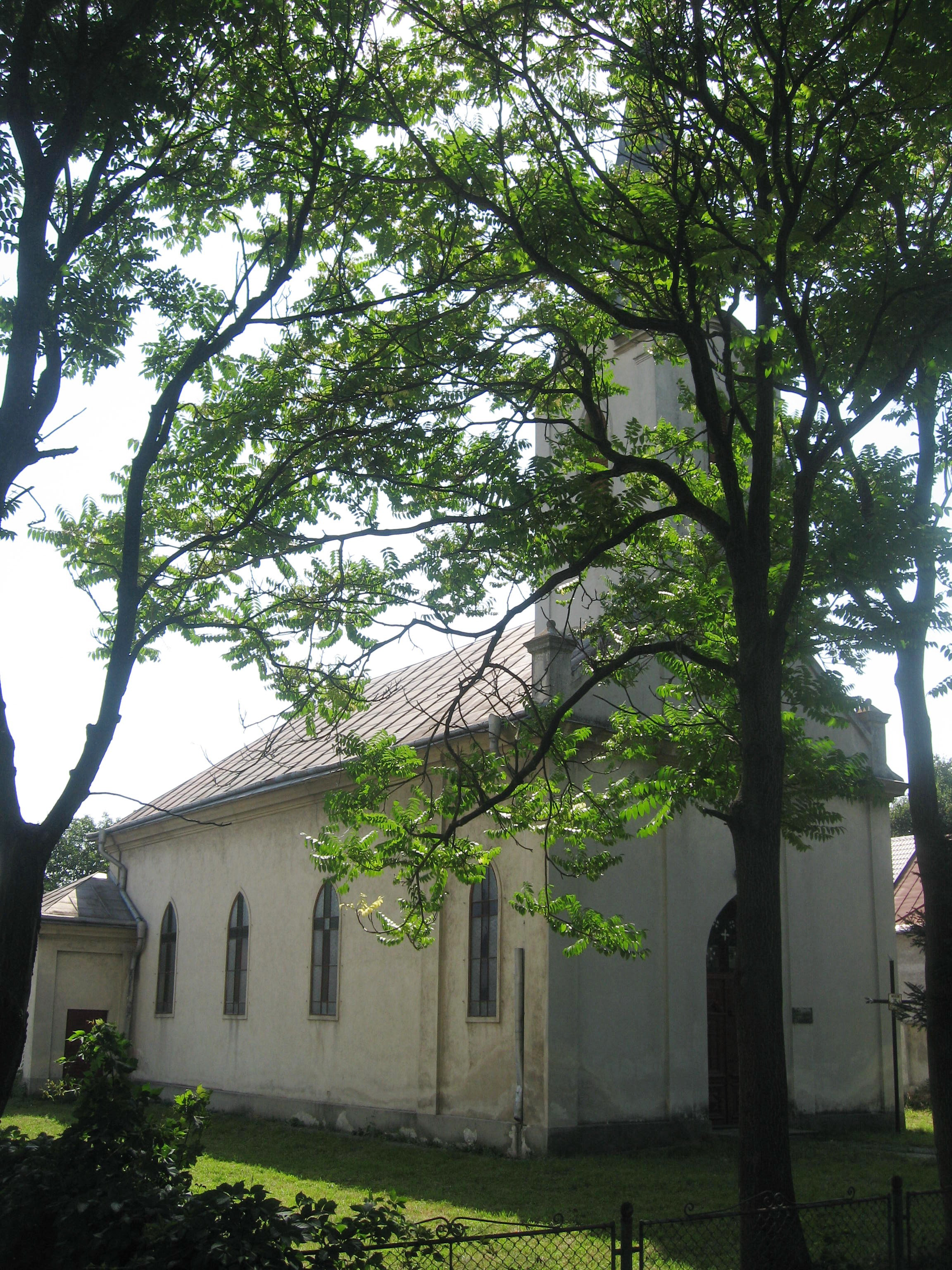
Biserica Sfânta Elisabeta din Ițcani
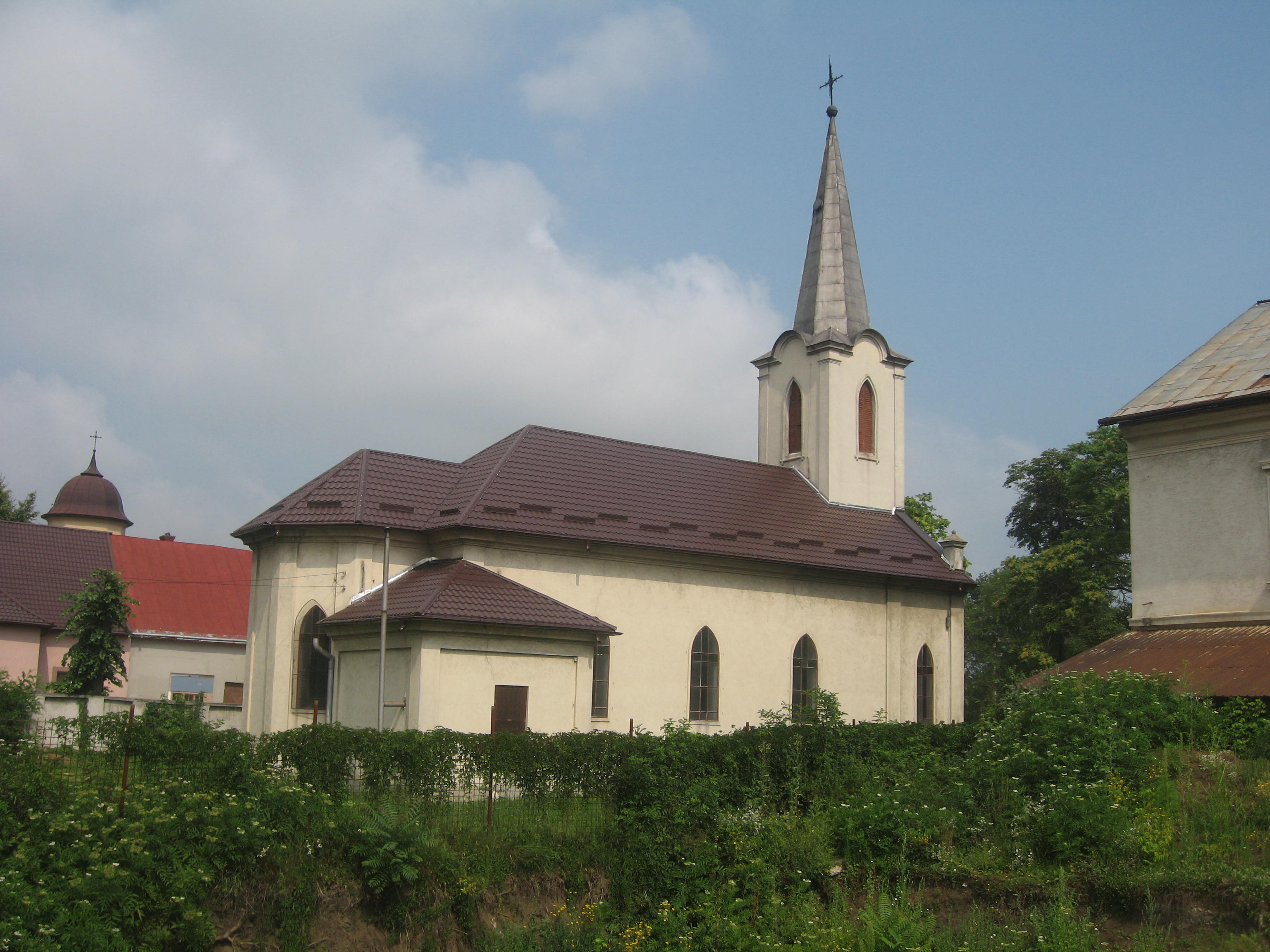
Biserica Sfânta Elisabeta din Ițcani - vedere dinspre sud-est
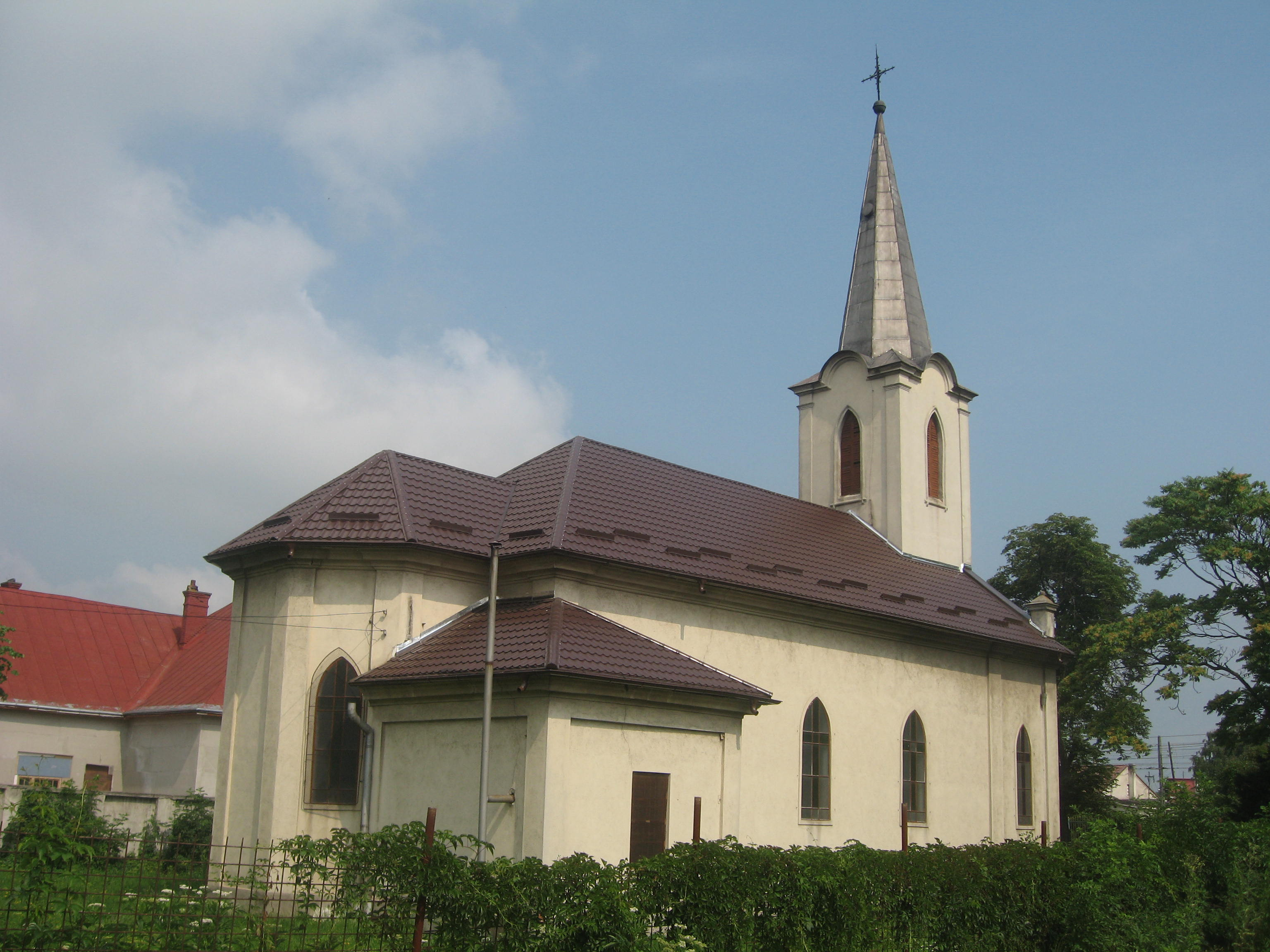
Biserica Sfânta Elisabeta din Ițcani - vedere dinspre sud-est
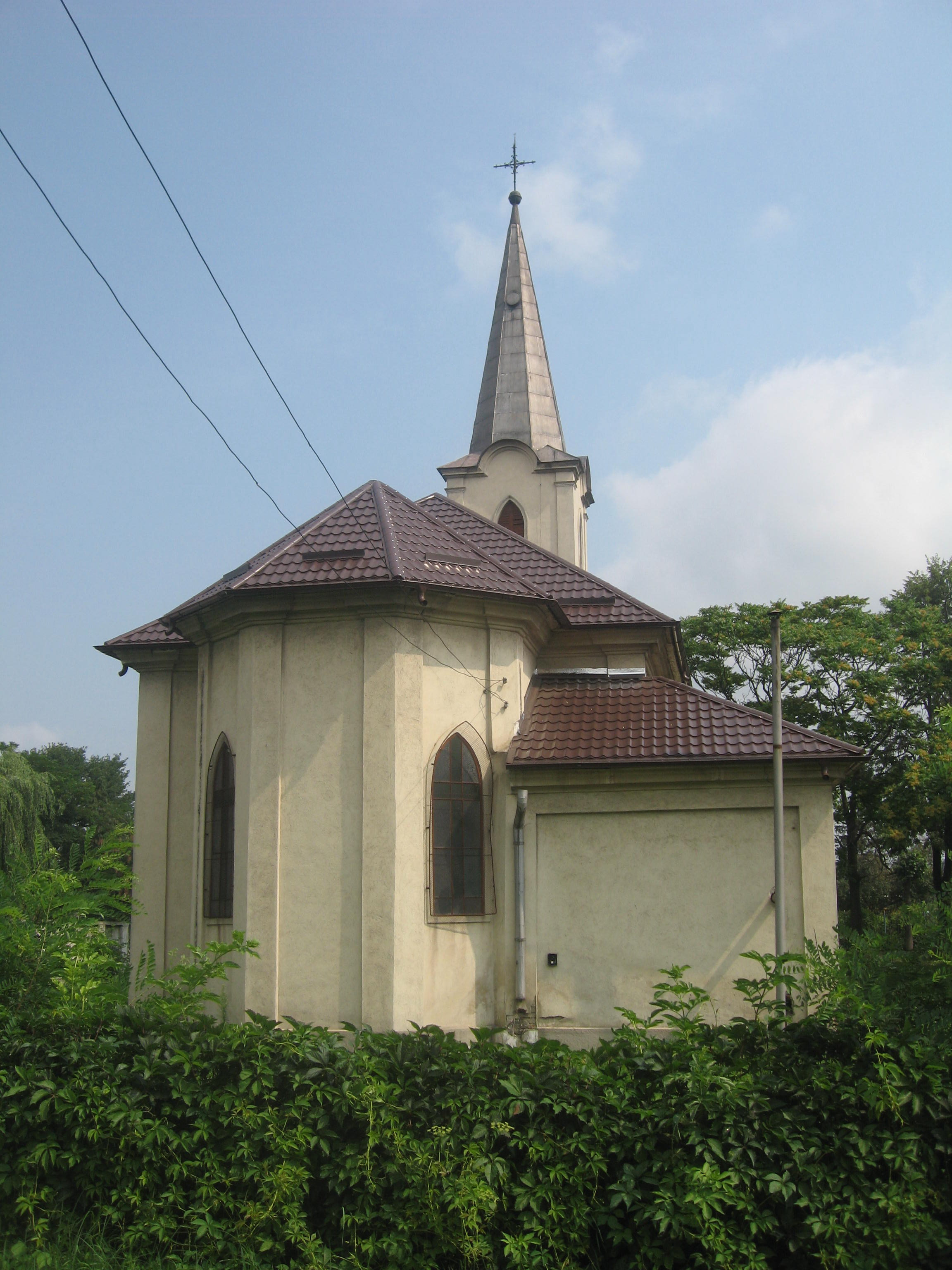
Absida altarului și sacristia - vedere din spate a bisericii
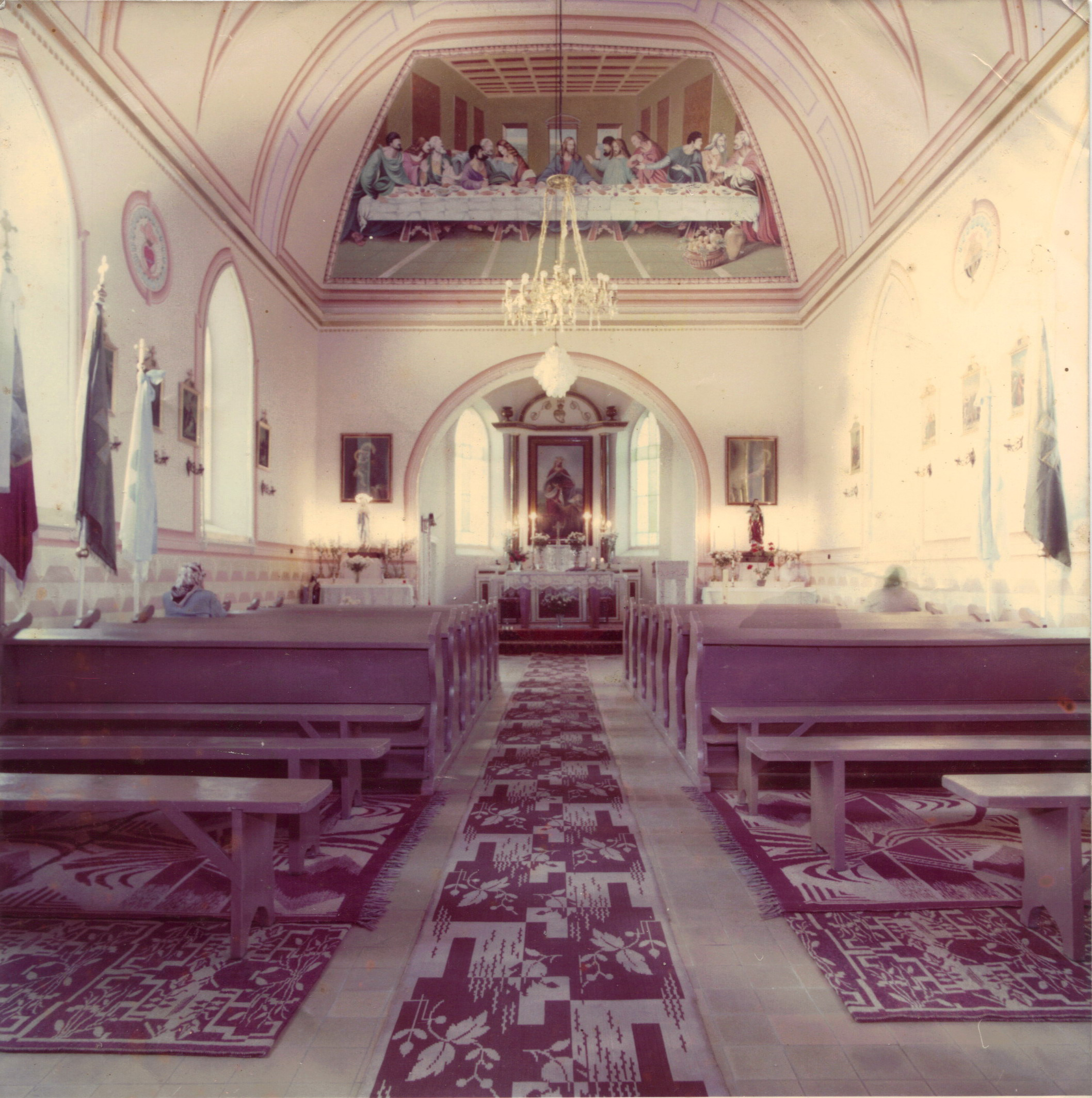
Interiorul bisericii (naosul și altarul) în anul 1990